# Contea di Jefferson (Virginia Occidentale)
La contea di Jefferson (in inglese Jefferson County) è una contea dello Stato della Virginia Occidentale, negli Stati Uniti. La popolazione al censimento del 2000 era di 42 190 abitanti. Si trova nel panhandle orientale dello stato e il capoluogo di contea è Charles Town.